# Fröplantage

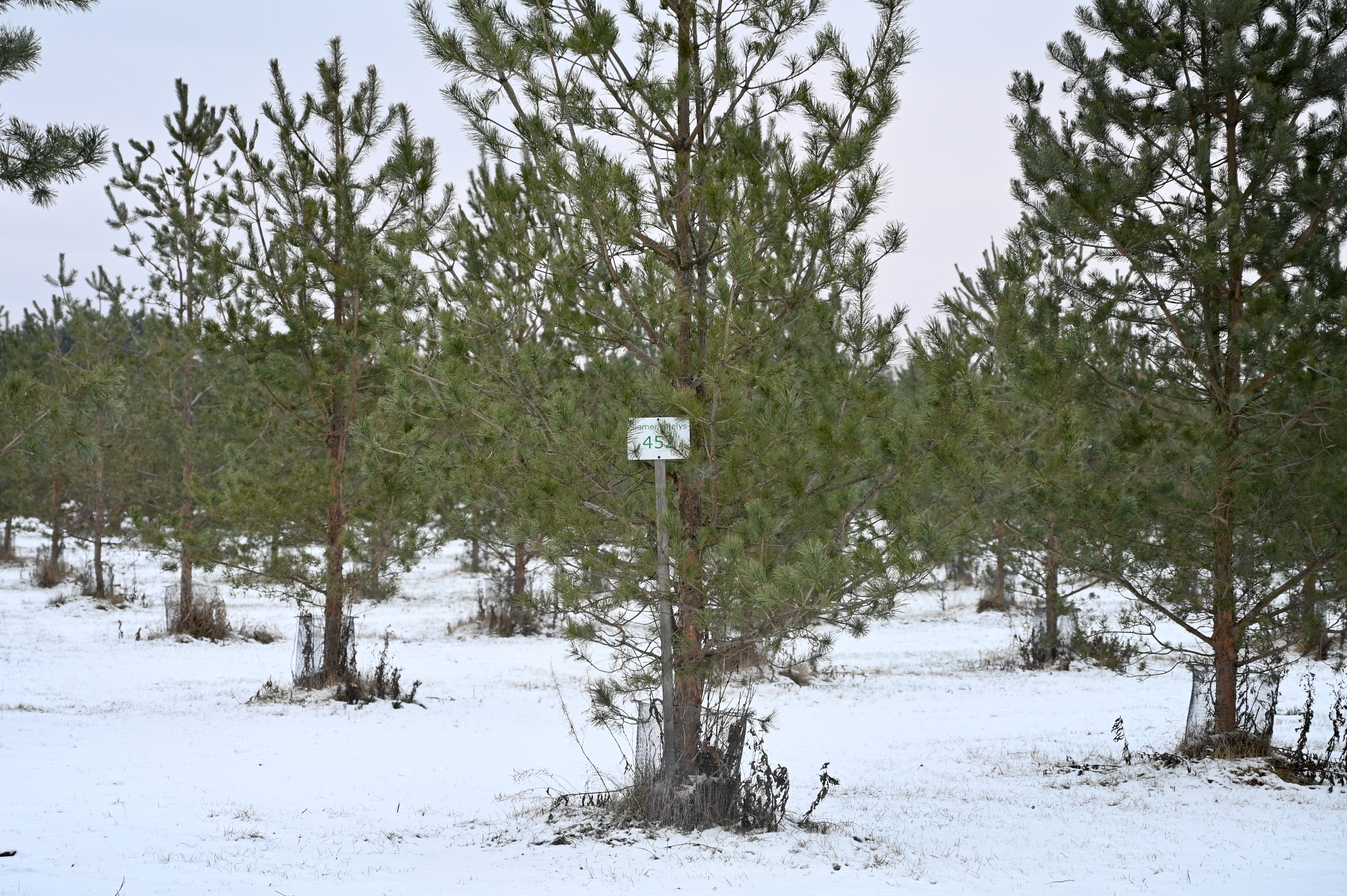
Fröplantage i Finland för tallar.

I ett fröplantage produceras frö med känd härdighet, hög tillväxt och andra egenskaper som är önskvärda för skogsodling. I fröplantagerna planteras vanligtvis genetiskt identiska kopior (ympar eller sticklingar), av utvalda träd, men det kan också vara fröplantor från familjer man tror är bra.